# Zakumi
Zakumi (16 juni 1994) is de mascotte van de Confederations Cup 2009 en het Wereldkampioenschap voetbal 2010, dat werd gehouden in Zuid-Afrika.

## Afkomst
Zakumi werd geboren op Jeugdag in 1994. De wedstrijd tussen Zuid-Afrika en Uruguay tijdens het WK werd ook op deze dag gespeeld. Zakumi werd deze dag 16 jaar, zijn leeftijd op deze dag staat symbool voor de viering van 16 jaar democratie in Zuid-Afrika.

## Uiterlijk en karakter
Zakumi is een geel luipaard met een sportief en opgeruimd karakter. Zijn beeltenis werd ontworpen door de uit Kaapstad afkomstige ontwerper Andries Oldendaal. Hij draagt het shirt van het Zuid-Afrikaanse voetbalelftal. Opvallend zijn zijn groene manen. Zijn manen hebben deze kleur als verwijzing naar het groene gras van het voetbalveld. De slogan van Zakumi is Zakumi's spel is fair-play. Deze slogan werd voor het eerst gebruikt tijdens de Confederations Cup 2009. Zijn beeltenis werd gepresenteerd op 22 september 2008. "Zakumi vertegenwoordigt de mensen, de geografie en de geest van Zuid-Afrika en is daardoor het zinnebeeld van het WK", zei Jérôme Valcke, de secretaris van de FIFA.

## Naam
De naam van Zakumi is afgeleid van ZA, de ISO 3166-1-code van Zuid-Afrika. Kumi is een woord dat tien betekent in verschillende Afrikaanse talen.